# TruTV
TruTV (произношение: ТруТВ) е кабелна телевизионна мрежа, създадена от Търнър Броудкастинг. Програмата стартира на 1 юли 1991 г. в САЩ под името Court TV. На 1 януари 2008 г. каналът е преименуван на TruTV.